# Акользин (хутор)
Акользин — хутор в Чернышковском районе Волгоградской области. Входит в состав Тормосиновского сельского поселения.

## География
Населённый пункт расположен на Донской равнине на юго-западе области, возле административной границы с Обливским районом Ростовской области, вблизи Цимлянского водохранилища, в 4 км северо-западнее х. Тормосин, на р. Аксенец.
Площадь — 1 га.
Абсолютная высота 48 метров над уровня моря
.
Уличная сеть состоит из одного географического объекта: ул. Акользина.

## Население
| 2010 |
| ---- |
| 3    |

Гендерный состав
По данным Всероссийской переписи населения 2010 года в гендерной структуре населения из 3 человек — мужчина один, женщин — две (33,3 и 66,7 % соответственно).
Национальный состав
Согласно результатам переписи 2002 года, в национальной структуре населения
даргинцы составляли 67 %, русские 33 % из общей численности населения в 9 человек.

## Инфраструктура
Лично-подсобное хозяйство.

## Транспорт
Просёлочные дороги.